# ورنو برقی
ورنو برقی (به ایتالیایی: Varano Borghi) یک کومونه در ایتالیا است که در استان وارزه واقع شده‌است.

## خصوصیات
ورنو برقی ۳٫۳ کیلومترمربع مساحت و ۲٬۲۴۲ نفر جمعیت دارد.